# Männerherzen
Männerherzen ist eine deutsche romantische Filmkomödie von Simon Verhoeven aus dem Jahr 2009. Der episodenhafte Ensemblefilm nach einem Drehbuch Verhoevens handelt von einer Reihe unterschiedlicher Männertypen aus Berlin, deren Arbeitsalltag und Liebesleben unweigerlich miteinander verknüpft sind, und wurde mitunter von Verhoevens eigenen Erlebnissen als auch denen seines Freundeskreises inspiriert. In den männlichen Hauptrollen sind Christian Ulmen, Wotan Wilke Möhring, Justus von Dohnányi, Maxim Mehmet, Florian David Fitz und Til Schweiger zu sehen. Weitere Rollen übernahmen unter anderem Nadja Uhl, Inez Bjørg David, Liane Forestieri und Jana Pallaske.
Die von Wiedemann & Berg produzierte Komödie startete am 8. Oktober 2009 in den deutschen Kinos und avancierte mit über zwei Millionen Besuchern allein in Deutschland zum fünfterfolgreichsten deutschen Film des Kinojahres 2009. Kritiker lobten mehrheitlich die spielfreudige Besetzung und nuancierte Charakterzeichnung, waren ansonsten jedoch gespaltener Meinung. Die Deutsche Film- und Medienbewertung (FBW) verlieh dem Film nach Veröffentlichung das Prädikat besonders wertvoll. Des Weiteren wurde Männerherzen unter anderem mit dem Bayerischen Filmpreis, dem Bogey Award, dem Deutschen Filmpreis und dem Jupiter prämiert. Eine Fortsetzung des Films, Männerherzen … und die ganz ganz große Liebe, erschien am 15. September 2011.

## Handlung
Im Sportstudio Fitnessworld in Berlin trainieren fünf ganz unterschiedliche Männertypen.
Musikproduzent Jerome, der entgegen seinem privaten Musikgeschmack den Schlagerstar Bruce Berger produzieren soll, hangelt sich von einer Kurzaffäre zur nächsten. Jerome könnte ein reicher Mann werden, wenn er dafür sorgen würde, dass Bruce weiter seine Lieder bei ihm produziert. Nach einem Streit mit Bruce ist dieser nicht länger gewillt, bei Jerome produzieren zu lassen. Jerome entschuldigt sich bei dem sentimentalen Bruce mit einem handgeschriebenen Brief. Bruce verzeiht ihm und zieht bei Jerome ein.
Der chaotische Phillipp erfährt, dass seine Freundin Nina schwanger ist. Phillipp ist ein Träumer, hat keinen festen Job und einen Businessplan für ein auf Bioburger spezialisiertes Schnellrestaurant, den niemand lesen will. So bringt er seinen Freund Niklas dazu, für ihn bei der Bank zu bürgen, um einen Kredit aufzunehmen. Mit dem Geld schafft er sich das erträumte Geschäftslokal Life an. Als jedoch Günther, der Beamte des Gewerbeaufsichtsamtes, das Lokal betritt und ihm die nötige Gewerbeerlaubnis nicht erteilen will, scheint Phillipps Leben endgültig den Bach hinunterzugehen.
Niklas, ein erfolgreicher Werbefachmann, plant die Hochzeit mit seiner Freundin Laura, gerät aber in Panik und betrügt seine Freundin mit Aerobic-Trainerin und Film-Starlet Maria. Laura kommt dahinter und wirft Niklas hinaus. Niklas, der sein ganzes Leben geplant hat, weiß plötzlich nicht mehr, was er als Nächstes tun soll, und betrinkt sich bei einer Party von Jerome.
U-Bahn-Fahrer Roland wurde von seiner Frau Susanne verlassen. Sein Vater lebt im Altersheim, er besucht ihn täglich. Roland überzeugt die Pflegerin im Altenheim, seinem Vater das Backen von Keksen wieder zu erlauben. Nach einem Unfall mit Personenschaden ist Roland sehr leicht in Rage zu bringen und neigt zu Gewalttätigkeiten.
Der Beamte Günther hat die Frau fürs Leben noch nicht gefunden, lernt Rolands Noch-Frau kennen und verliebt sich in sie. Die beiden gehen oft in den Zoo. Zuerst wehrt sich Susanne gegen eine aufkeimende Beziehung, weil sie weiß, dass Roland davon erfahren und Günther umbringen könnte. Roland spioniert seiner Frau tatsächlich hinterher, und als er sie gemeinsam im Zoo entdeckt, wirft er Günther ins Krokodilbecken. Günther überlebt mit ein paar Bisswunden den „Unfall“. Roland wird daraufhin inhaftiert.
Günther, der nun eine Beziehung mit Rolands Frau hat, hat so gute Laune, dass er Phillipp nun doch die (außerordentliche) Gewerbegenehmigung für sein Lokal geben möchte. Phillipp gesteht Nina indes seine Liebe. Niklas möchte seine geplante Hochzeitsreise alleine mit dem Rucksack antreten und sich vorher noch von Laura verabschieden. Sie entscheidet sich letzten Endes mitzukommen und verzeiht ihm somit seinen Seitensprung. Roland, der im Gefängnis seine Strafe absitzt, bekommt einen Brief und eine Dose mit Keksen zugestellt. Die Pflegerin aus dem Altenheim wünscht sich eine Brieffreundschaft mit ihm. Jerome beichtet Bruce, dass er nicht auf die schmalzige Musik von Bruce stehe. Außerdem sagt er, dass es nur eine Frau für ihn gegeben habe, die er je geliebt hat – Melanie in seinem Heimatdorf Heuchelheim. Bruce ermutigt Jerome, nach über 20 Jahren zu ihr zu fahren.

## Hintergrund

### Entstehung
Verhoeven arbeitete sechs Jahre an dem Drehbuch zu Männerherzen, das parallel zu einer Reihe unrealisierter Projekte nach seiner ersten Regiearbeit 100 Pro aus dem Jahr 2001 entstand. Das Skript „über die Rolle des Mannes in ihrer ganzen Vielfältigkeit“ wurde sowohl von Verhoevens eigenen Erfahrungen und Betrachtungen als auch von Erlebnissen seines Freundeskreises inspiriert. Den unterschiedlichen Männer-Charakteren legte er dabei die Idee zu Grunde, jede Figur ein Fragment des männlichen Gesamtsinnbilds verkörpern zu lassen. So äußerte Verhoeven, sich während des Schreibens das Ziel gesetzt zu haben, Männer „realistisch mit all ihren Widersprüchlichkeiten und Unsicherheiten“ zu skizzieren – fernab der Stereotypen, die in romantischen Komödien üblicherweise von Anfang an definiert seien.
Die Hauptfiguren schuf Verhoeven schon während des Schreibprozesses mit bestimmten Schauspielern im Kopf. So wurde die Entwicklung der Rolle des Günther maßgeblich von Christian Ulmen beeinflusst. Den Einfall zu Schlagersänger Bruce Berger hatte Verhoeven wiederum, nachdem er zur Belustigung seines Freundeskreises mit einer Schlagerparodie auf einer Hochzeit („Song für Sascha“) aufgetreten war. Der Regisseur beschrieb den Film als "männlichen Gegenentwurf" zur US-amerikanischen Serie Sex and the City und ähnlichen fiktiven Stoffen, die primär von Frauen und deren Liebesleben handelten. Seine Entscheidung, die Handlung des Films nach Berlin zu verlegen, begründete Verhoeven damit, dass Männerherzen ein „Großstadt-Liebesfilm“ sei. Ferner entgegnete er, dass man in Berlin „wunderbar Menschen verschiedenster sozialer Stufen und kultureller Herkunft vermischen“ könne, ohne jemals unauthentisch zu wirken.

### Produktion
Die Dreharbeiten zu Männerherzen fanden vom 1. August bis 30. September 2008 in Berlin und Umgebung statt. Zu den Drehorten gehörten unter anderem der Alexanderplatz, der Gendarmenmarkt, der Sportplatz des SV Blau Weiß Berolina in Berlin-Mitte als auch ein Ladenlokal in der Kernhofer Straße im Ortsteil Rummelsburg. Produziert wurde der Film von der Münchner Wiedemann & Berg Filmproduktion, deren Mitbegründer Max Wiedemann und Quirin Berg Verhoevens Arbeiten am Drehbuch im Vorfeld begleitet hatten. Der Deutsche Filmförderfonds unterstützte das Projekt mit 600.000 Euro. Die Filmförderungsanstalt steuerte 350.000 Euro zur Produktions- und Verleihförderung bei, das Medienboard Berlin-Brandenburg knapp 500.000 Euro.
Laut Simon Verhoeven vereinfachte sich die Finanzierung des Films nach Zusage der beiden Hauptdarsteller Ulmen und Schweiger beträchtlich. Christian Ulmen, der mit Verhoeven bereits gemeinsam in Doris Dörries Der Fischer und seine Frau (2005) vor der Kamera gestanden hatte, war die Rolle des Günther bereits während der Drehbuchentwicklung angeboten worden. Til Schweiger, von dessen Beteiligung Verhoeven auf Grund seiner Vielzahl eigener Filmprojekte ursprünglich nicht ausgegangen war, hatte dem Regisseur bereits „zwei Stunden“ nach Erhalt des Drehbuchs seine Zusage erteilt. Auch Wotan Wilke Möhring war die Rolle des Roland bereits während der Entstehung angeboten worden. Die Besetzung des verbleibenden männlichen Hauptcasts ging wiederum aus dem fortlaufenden Castingprozess im Vorfeld der Produktion hervor. Florian David Fitz, der mit Verhoeven in Mädchen, Mädchen 2 – Loft oder Liebe (2004) gespielt hatte, wurde sieben Mal zum Vorsprechen eingeladen, ehe Verhoeven die Verantwortlichen von Warner überzeugen konnte, ihn in der Rolle des Niklas zu casten. Maxim Mehmet stieß als letzter Hauptdarsteller zur Produktion hinzu.
Fahri Ogün Yardım ist ferner als Jeromes Koproduzent Loco zu sehen. Elyas M’Barek tritt als Bruder von Jeromes Ex-Affäre auf. Beate Maes hat einen Auftritt als Frau Koschinsky, eine Maklerin, die Niklas und Laura ihr erstes gemeinsames Haus verkaufen möchte. Die Germany’s Next Topmodel-Finalistinnen Yvonne Schröder, Hana Nitsche und Anne-Kathrin Wendler sind im Film als Tänzerin bzw. Affären Jeromes zu sehen, während Sandra Ahrabian eine Gastrolle als Moderatorin einer Call-in-Gewinnspielsendung hat. Nika von Altenstadt, Schweigers Jugendliebe, ist im Film als Jeromes Jugendliebe Melanie zu sehen. Schweigers Tochter Emma Schweiger wiederum erscheint als deren Tochter Emily im Film. Der Regisseur Dennis Gansel, unter anderem für den Film Die Welle bekannt, erscheint in einem Cameo-Auftritt als Ex-Freund von Jana Pallaske, den Philip in einen Streit verwickelt. Auch Verhoeven selbst taucht in einem Cameo-Auftritt als Darsteller der fiktiven Seifenoper Stewardessen auf. Sein jüngerer Bruder Luca tritt im Film als Zivildienstleistender auf. Weitere Gastauftritte haben Antoine Monot Jr. und Bastian Pastewka.

## Musik
Der Soundtrack zu Männerherzen wurde von Verhoeven selbst produziert und erschien am 9. Oktober 2009 bei Universal Music. Verhoeven steuerte dazu eigens geschriebene Lieder bei, die er gemeinsam mit Rufus Martin als Sänger der Band Marshmellow Club aufnahm.  Ferner zeigte er sich neben Wolfgang Hammerschmid für die Komposition der orchestralen Filmmusik verantwortlich, an der über zwanzig Musiker beteiligt waren. Außerdem schrieb und produzierte Verhoeven auch die beiden satirischen Schlager „Alle Kinder dieser Erde“ und „Sag mir warum“, die im Film von Justus von Dohnányi alias Bruce Berger interpretiert wurden.
Der Titelsong des Films – „Wonderful“ – wurde von Gary Go im Jahre 2009 verfasst und erreichte die Top 40 der britischen, deutschen und österreichischen Musikcharts. Das zugehörige Musikvideo war im Vorfeld der Veröffentlichung auf dem Dach eines Wohnhauses in Berlin gedreht worden. Go steuerte außerdem den Song „Berlin“ bei, eine Neuinterpretation seines Albumtitels „Brooklyn“, die er eigens für Männerherzen produziert hatte. Sänger James Morrison produzierte exklusiv für den Soundtrack des Films das Lied „Watch and Wait“.

### Soundtrack
Der Soundtrack zum Film erschien am 9. Oktober 2009 bei Universal Music Group.
| Nr. | Titel                                       | Interpret        | Länge |
| --- | ------------------------------------------- | ---------------- | ----- |
| 1.  | Wonderful                                   | Gary Go          | 3:39  |
| 2.  | This Feeling                                | Marshmellow Club | 3:25  |
| 3.  | If You'll Be Mine                           | Babybird         | 4:20  |
| 4.  | In the City                                 | Marshmellow Club | 3:43  |
| 5.  | North Bergin Avenue Intro                   | Marshmellow Club | 0:57  |
| 6.  | North Bergin Avenue                         | Marshmellow Club | 3:46  |
| 7.  | Get Sexy                                    | Sugababes        | 3:13  |
| 8.  | Choking on a Marshmellow                    | Marshmellow Club | 4:04  |
| 9.  | Berlin                                      | Gary Go          | 3:35  |
| 10. | Watch and Wait                              | James Morrison   | 3:36  |
| 11. | Don't Wanna Feel This Way                   | Marshmellow Club | 3:46  |
| 12. | Love Theme                                  | Marshmellow Club | 3:18  |
| 13. | The Good Old Days                           | Eels             | 3:02  |
| 14. | Down in History                             | Marshmellow Club | 3:47  |
| 15. | Stars in Your Head                          | Jerome Isma-Ae   | 3:38  |
| 16. | Choking on a Marshmellow (Original Version) | Marshmellow Club | 3:21  |
| 17. | Tat Twam Asi                                | Beathotel        | 1:34  |
| 18. | I Need Music                                | Bruce Berger     | 0:15  |
| 19. | Alle Kinder dieser Erde                     | Bruce Berger     | 2:20  |
| 20. | Sag mir warum                               | Bruce Berger     | 3:20  |
| 21. | Tommy's Theme                               | Marshmellow Club | 1:24  |
| 22. | Nik's Return                                | Marshmellow Club | 1:12  |
| 23. | Roland's Destiny                            | Marshmellow Club | 3:01  |

## Rezeption

### Kritiken
„Männerherzen ist eine freche Komödie, die voller intelligenter Ansätze, spritziger Dialoge und Situationskomik steckt“, urteilte die Frankfurter Rundschau in ihrer Rezension vom 7. Oktober 2009. „In dem schmissigen Episodenfilm wirft Regisseur Simon Verhoeven einen augenzwinkernden Blick auf die gegenwärtige Männerwelt. Das alles wirkt keineswegs neu und lässt darauf schließen, dass Verhoeven in seinem Film vornehmlich stereotype Charaktere vorführen und allseits bekannte Männerklischees durch den Kakao ziehen will. Doch weit gefehlt! […] Mit "Männerherzen" ist Verhoeven eine Komödie gelungen, die latent an Tatsächlich… Liebe erinnert und dennoch ihre ganz persönliche Note trägt.“
Cinema bezeichnete dem Film als „charmanten Geschlechterspaß, der trotz einiger Klischees die Balance zwischen Klamauk und Tragik hält.“ Verhoeven spule „trotz der skurrilen Figuren in seinem süffisanten und luftig-leichten Spaß keine Gagparade ab. Selbst in den grotesktesten Situationen, wie Günthers Kampf mit einem Zookrokodil, schafft er es, die Charaktere als verunsicherte Typen zu zeigen, die sich selbst im Weg stehen.“
„Mit der stargespickten Komödie Männerherzen geht Regisseur Simon Verhoeven nun einen Schritt zurück. Statt das Wirrwarr der Geschlechter zu entschlüsseln, begnügt er sich damit, zunächst einmal der Spezies „Mann“ auf die Schliche kommen zu wollen. Die Einblicke in die männliche Seelenwelt sind dann zwar größtenteils nicht neu – aber dank der hervorragend aufgelegten Darsteller hält sich die Trauer über den ausbleibenden Aha-Effekt doch arg in Grenzen“, schrieb Christoph Petersen von Filmstarts. „Immerhin bietet die zweite Regiearbeit von Simon Verhoeven gute Unterhaltung und einen spielfreudigen Cast, der über einige tonale Störfeuer hinwegtröstet.“
„Immerhin besitzt dieser episodisch erzählte Film einige wirklich witzige Momente. Zwar werden hier die unterschiedlichen Typen zu oberflächlich behandelt und man hat bei der ein oder anderen Szene die wage Vermutung die x-te Wiederholung ewig gleich erzählter Storys zu sehen, aber die recht namhafte Riege der Darsteller (brillant etwa: Justus von Dohnányi als Schnulzensänger) hilft über die vielen Holprigkeiten hinweg.“

### Erfolg
| Land        | Besucher  |
| ----------- | --------- |
| Deutschland | 2.120.124 |
| Österreich  | 188.003   |
| Schweiz     | 104.761   |

Der Film feierte am 30. September 2009 im Cinemaxx-Kino am Potsdamer Platz in Berlin Weltpremiere. Die Freigabe zur öffentlichen Vorführung der Produktion erfolgte am 8. Oktober. Presseberichten zufolge zählte die Produktion bereits nach Ende des ersten Vorführwochenendes 462.197 Besucher in 590 Kinos und erreichte damit noch vor Wickie und die starken Männer und Oben direkt Platz 1 der deutschen Kinocharts. Mit einem Einspielergebnis von rund drei Millionen Euro gelang Männerherzen zugleich der bis dahin drittbeste Start eines deutschen Films im Jahre 2009. Die Eine-Million-Besucher-Marke überschritt der Film nach Ende des zweiten Verleihwochenendes. Insgesamt konnte die Produktion bis einschließlich Februar 2010 knapp 2,1 Millionen Besucher in die Kinos locken. Die Gesamteinspielergebnis in Deutschland betrug 14,1 Millionen Euro. Der Film rangiert damit hinter Wickie und die starken Männer, Zweiohrküken, Die Päpstin und Der Vorleser auf Platz 5 der erfolgreichsten deutschen Produktionen des Jahres 2009.
In der Schweiz erreichte Männerherzen hinter Die nackte Wahrheit Rang 2 der deutschschweizerischen Kinocharts. Der Film hielt sich neun Wochen in den Top 25 und konnte etwa 110.000 Zuschauer verzeichnen. In Österreich avancierte die Komödie hinter Wickie und die starken Männer und Zweiohrküken zum dritterfolgreichsten Spielfilm des Jahres. Insgesamt sahen die Komödie bis Ende 2009 etwa 188.000 Besucher. In den österreichischen Jahrescharts platzierte sich Männerherzen in den Top 30 der erfolgreichsten Kinoproduktionen des Jahres. International wurde Männerherzen ferner auf dem Internationalen Filmfestival Shanghai und dem Audi Festival of German Films in Australien gezeigt.

## Auszeichnungen

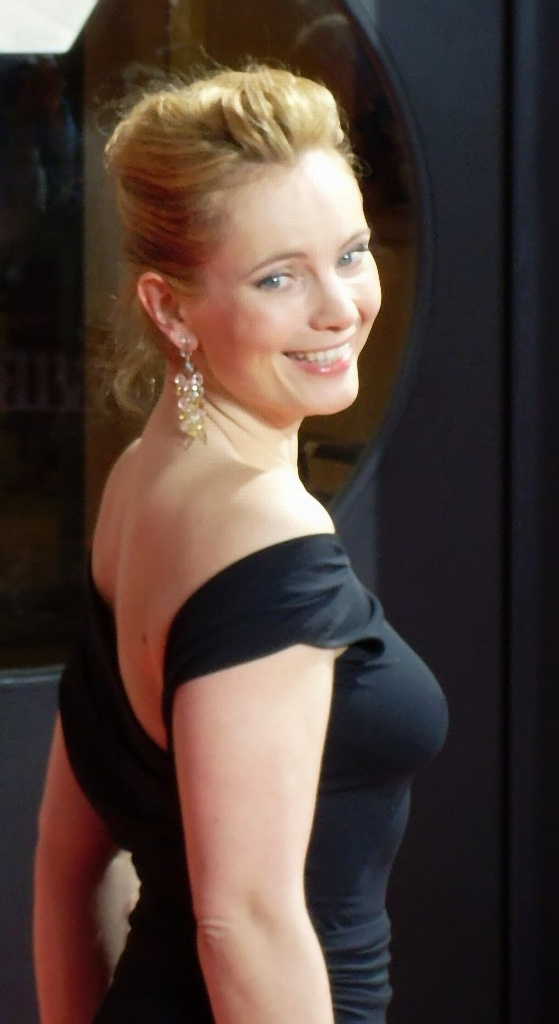
Für ihre Darstellung für den Deutschen Filmpreis nominiert: Nadja Uhl.

Die Deutsche Film- und Medienbewertung (FBW) in Wiesbaden verlieh der Komödie das Prädikat besonders wertvoll. Männerherzen gelangte als einer von 40 Spielfilmen in die Vorauswahl zum Deutschen Filmpreis 2010, konnte sich letztlich jedoch nicht unter den sechs nominierten Werken platzieren. Nadja Uhl und Justus von Dohnányi erhielten hingegen Nominierungen in den Kategorien Beste darstellerische Leistung – weibliche Nebenrolle und männliche Nebenrolle. Bei der Verleihung am 23. April 2010 in Berliner Friedrichstadtpalast konnte sich von Dohnányi schließlich gegen Rainer Bock, Ulrich Noethen und Settar Tanrıöğen durchsetzen. Die Lola nahm er dabei von Regisseur Simon Verhoeven entgegen.
Des Weiteren gewann Verhoeven den Bayerischen Filmpreis  in der Kategorie Drehbuch ausgezeichnet. Außerdem erhielt er den Publikumsfilmpreis Jupiter der deutschen Zeitschrift Cinema verliehen, nachdem Männerherzen von den Lesern der Publikation zum besten deutschen Film 2009 gewählt wurde.

### Preise
- Bayerischer Filmpreis 2009 in der Kategorie Drehbuch an Simon Verhoeven[34]
- Bogey Award 2009 in der Kategorie 1 Mio. Besucher in 10 Tagen[26]
- Deutscher Filmpreis 2010 in der Kategorie Beste darstellerische Leistung – männliche Nebenrolle an Justus von Dohnányi[33]
- Nominierung für den Deutschen Filmpreis 2010 in der Kategorie Beste darstellerische Leistung – weibliche Nebenrolle an Nadja Uhl[33]
- Jupiter 2010, Publikumspreis der Filmzeitschrift Cinema als bester deutscher Film[35]

## Fortsetzungen
Eine direkte Fortsetzung des Films, Männerherzen … und die ganz ganz große Liebe, erschien am 15. September 2011 in den deutschen Kinos. Verhoeven zeigte sich erneut für Drehbuch und Regie verantwortlich. Neben den Neuzugängen Michael Mendl, Christine Schorn, Mina Tander und Pasquale Aleardi, stand während der Dreharbeiten auch erneut die gesamte Besetzung des Vorgängers vor der Kamera. Auch … und die ganz ganz große Liebe erreichte unmittelbar Platz 1 der deutschen Kinohitlisten und avancierte mit rund 1,3 Millionen Besuchern zum fünfterfolgreichsten deutschen Film des Kinojahres 2011. Filmkritiker bezeichneten den Film als gelungene Fortsetzung, die sich qualitativ fernab anderer seichter Mainstreamkomödien bewege. Des Weiteren wurde das Sequel unter anderem mit dem Bambi in der Kategorie Film National sowie dem Publikumspreis des Bayerischen Filmpreises prämiert.
Obwohl Verhoeven nach Veröffentlichung der Fortsetzung auch einen dritten Teil der Männerherzen-Reihe nicht ausschloss, bestätigte Justus von Dohnányi im Oktober 2013, dass man zwar Pläne für eine Fortsetzung hatte, diese jedoch letztlich nicht weiterverfolgt habe. Im Januar 2014 strahlte Sat.1 wiederum den TV-Ableger Frauenherzen aus, der als weibliches Gegenstück zu Männerherzen von fünf Berliner Frauen und deren unterschiedlichen Lebensentwürfen erzählt. Für die Herstellung des Spielfilms zeigte sich erneut die Wiedemann & Berg Filmproduktion verantwortlich, während Sophie Allet-Coche die Regie nach einem Drehbuch von Astrid Ruppert übernahm. Die Hauptrollen wurden mit Nadeshda Brennicke, Valerie Niehaus, Anna Fischer, Julia Hartmann und Marie Schöneburg besetzt. Bei Erstausstrahlung schalteten 3,03 Millionen Fernsehende ab drei Jahren ein und sorgten damit für eine überdurchschnittliche Sehbeteiligung von 9,9 Prozent.